# إد كووالتشيك
إد كووالتشيك (بالإنجليزية: Ed Kowalczyk) هو مغن مؤلف ومغني وملحن أمريكي، ولد في 16 يوليو 1971 في يورك في الولايات المتحدة.

## وصلات خارجية
- الموقع الرسمي
- إد كووالتشيك على موقع IMDb (الإنجليزية)
- إد كووالتشيك على موقع ميوزك برينز (الإنجليزية)
- إد كووالتشيك على موقع ديسكوغز (الإنجليزية)
- إد كووالتشيك على موقع قاعدة بيانات الفيلم (الإنجليزية)